# Mick Harris
Michael John „Mick“ Harris (* 1967 in Birmingham) ist ein britischer Musiker und Produzent. Bekanntheit erlangte er Mitte der 1980er als Schlagzeuger der britischen Grindcore-Band Napalm Death und gilt als einer der Begründer des Blastbeat. Seit den 1990er Jahren widmete sich Harris verschiedenen Industrial- und Electronica-Projekten, das bekannteste ist Scorn.

## Musikalische Karriere
Mick Harris wurde 1967 in Birmingham geboren und wuchs dort auf. Seit Anfang der 1980er gehörte er zur örtlichen Hardcore-Punk-Szene, als ihm im März 1984 ein Bekannter anbot, in einer noch namenlosen Psychobilly-Band Schlagzeug zu spielen. Harris, der noch nie zuvor ein Instrument gespielt hatte, nahm das Angebot an und schlug als Namen Martian Brain Squeeze vor. Nach zwei Demos und einigen Liveauftritten löste sich die Band wieder auf. Harris wurde Schlagzeuger bei der Punk-Band Anorexia, bei der er bis 1985 blieb.
Im Birminghamer Musikclub Mermaid lernte Harris Justin Broadrick und Nik Bullen von Napalm Death kennen und wurde Ende 1985 fester Schlagzeuger der Band. Sein Stil war geprägt von extrem schnellem Spiel, den sog. Blastbeats. Weiterhin wird ihm die Erfindung der Genrebezeichnung Grindcore zugeschrieben. 1987 gründete er gemeinsam mit Napalm-Death-Gitarrist Mitch Harris das Grindcore-Projekt Defecation, mit dem er 1989 das Album Purity Dilution veröffentlichte. Weiterhin war er als Schlagzeuger bei Extreme Noise Terror und Doom aktiv. Mitte 1991 verließ Harris Napalm Death, weil er von der musikalischen Entwicklung der Band andere Vorstellungen hatte als die übrigen Bandmitglieder.
Gemeinsam mit Bullen und Broadrick, die bereits vor Harris Napalm Death verlassen hatten, gründete er das Industrial-Musikprojekt Scorn. Schon in den 1980ern hatte sich Harris für elektronische Musik, Dub und New Wave interessiert, beeinflusst wurde er von Post-Punk-Bands wie The Birthday Party und Public Image Ltd., aber auch von Industrial-Bands wie Einstürzende Neubauten und New-Wave-Bands wie Cocteau Twins und This Mortal Coil. Nach dem ersten Album Vae Solis (1992) verließ Justin Broadrick die Band, nach Gyral (1995) auch Nik Bullen. Ab diesem Zeitpunkt beschränkte sich Harris ausschließlich auf den Einsatz von Elektronik, herkömmliche Instrumente wie Gitarre, Bass und Schlagzeug verschwanden ganz aus seiner Musik. Als Schlagzeuger war er in den 1990ern bei Painkiller aktiv, einem Projekt von John Zorn und Bill Laswell, was er als Ausleben seiner persönlichen musikalischen Freiheiten ansah. Ein weiteres Projekt war Equations of Eternity mit Laswell und dem italienischen Experimentalmusiker Eraldo Bernocchi.
Ebenfalls 1991 rief Harris das Projekt Lull ins Leben, bei dem er sich auf Ambient-Sounds ohne Beats konzentriert. Mit seinem Drum-and-Bass-Projekt Quoit nahm Harris zwischen 1997 und 2003 drei Alben auf. Ende der 1990er gründete er sein eigenes Plattenlabel Possible Records. Neben seinen eigenen musikalischen Aktivitäten ist Harris als DJ und Remixer für andere Musiker aus dem Bereich der elektronischen und experimentellen Musik tätig, so für Franziska Baumann, Oliver Ho, DJ Spooky und Toshinori Kondō. 1998 mischte er eine eigene Fassung von Walter Ruttmanns Weekend für den Bayerischen Rundfunk und gehörte damit zu den Preisträgern des Hörspielpreises Hörspiel des Monats.
Ende 2011 kehrte er dem Musikgeschäft den Rücken, weil er mit seiner Musik nicht genügend Geld für seinen Lebensunterhalt verdienen konnte. Er meldete sich im September 2017 nach mehrjähriger Pause zurück, unter dem Künstlernamen Fret erschien beim Berliner Label Karlrecords das Album Over Depth. Es folgten mit Cafe Mor (2019) und The Only Place (2021) zwei weitere Alben seines Projektes Scorn. Unterstützt wird er dabei von seiner Frau Helen, die zu den Albumcovern Schwarzweißfotos beisteuert.

## Privates
Mick Harris lebt mit seiner Frau Helen und den zwei Kindern in Birmingham. Seit 2011 arbeitet er an einem College in seiner Heimatstadt.

## Diskografie (Auswahl)
Wegen der Vielzahl von Split-Veröffentlichungen, Singles, EPs und Samplerbeiträge sind hier nur reguläre Studioalben aufgelistet.
mit Bill Laswell
- Somnific Flux (1995)

mit Defecation
- Purity Dilution (1989)

mit Extreme Noise Terror
- The Peel Sessions '87-'90 (1987)

mit Equations of Eternity
- Equations of Eternity (1996)

mit Lull
- Dreamt About Dreaming (1992)
- Journey Through Underworlds (1993)
- Cold Summer (1994)
- Continue (1996)
- Moments (1998)
- Like a Slow River (2008)

mit Napalm Death
- Scum (1987)
- From Enslavement to Obliteration (1988)
- The Peel Sessions (1989)
- Harmony Corruption (1990)

mit Painkiller
- Guts of A Virgin (1991)
- Buried Secrets (1992)
- Execution Ground (1994)

mit Quoit
- Lounge (1996)
- Properties (2001)

mit Scorn
- siehe Scorn (Band)#Diskografie

mit Fret
- Over Depth (2017)

## Remixe (Auswahl)
- Nun Te Scurda von Almamegretta (1996)
- Weekend von Walter Ruttmann (1998)
- Where All the Frozen Things Went von Franziska Baumann (2003)